# William Patrick Hitler
William Patrick Stuart-Houston (nato Hitler; Liverpool, 12 marzo 1911 – Patchogue, 14 luglio 1987) è stato il nipote inglese di Adolf Hitler, nato a Liverpool dal fratellastro di Adolf, Alois Hitler Jr., e dalla moglie irlandese.
In seguito si trasferì in Germania, ma successivamente immigrò negli Stati Uniti, dove prestò servizio nella Marina degli Stati Uniti nella seconda guerra mondiale. Alla fine ricevette la cittadinanza statunitense.

## Biografia
Nacque in Inghilterra da Alois Hitler Jr., fratellastro di Adolf Hitler, e dall'irlandese Bridget Dowling. Visse per alcuni anni in Germania. 
Nel 1939 si trasferì negli Stati Uniti, diventò cittadino statunitense e servì nella marina militare durante la seconda guerra mondiale. Morì all'età di 76 anni a Patchogue, nello Stato di New York, ed è sepolto a Coram.
Dalla moglie Phyllis Jean-Jaques sposata nel 1947 negli Stati Uniti ha avuto quattro figli, e nello stesso anno cambiò nome da Hitler a Hiller e infine a Stuart-Houston: Alexander Adolf (1949), Louis (1951), Howard Ronald (1957-1989), Brian William (1965).
Nel 2006 a New York è andata in scena Little Willy, un dramma di Mark Kassen a lui dedicato.